# Kubrat
Kubrat (także: Kuwrat, Kurt, bułg. Кубрат) – król (chagan) tureckojęzycznego ludu Protobułgarów, z rodu Dulo. Twórca największej potęgi Wielkiej Bułgarii. Panował w I połowie VII wieku.

## Życie
Daty życia Kubrata są bardzo niepewne i sporne. Wedle Imiennika chanów protobułgarskich rządził 60 lat, co pozwala ustalić okres jego panowania, cofając się od daty śmierci syna Asparucha na lata od ok. 580 do ok. 640 roku. Liczby lat panowania pierwszych chanów podane w Imienniku mają jednak charakter symboliczny (są bardzo wysokie: Awitochol – 300 lat, Irnik – 108; i dzielą się przez 12). Nie jest wykluczone, że taki sam charakter ma liczba dotycząca Kubrata. Powoduje to przesuwanie panowania Kubrata, np. przez D. Langa, na lata 592 do 642.
Historycy, którzy przyjmują tak wczesną datę objęcia władzy przez Kubrata, uznają, że to on był owym bezimiennym władcą bułgarskim opisywanym w źródłach bizantyjskich, który w 619 roku przybył do Konstantynopola wraz z rodziną i licznym orszakiem, został uroczyście przywitany przez cesarza Herakliusza, przyjął chrzest i tytuł patrycjusza rzymskiego i powrócił do swego kraju jako sprzymierzeniec Bizancjum w walce z Awarami.
Przeciw tak wczesnemu datowaniu panowania Kubrata świadczy przede wszystkim tradycja, wedle której Kubrat spędził młodość w Konstantynopolu na dworze cesarskim, prawdopodobnie jako zakładnik, i tam przyjął chrzest. Historycy uznający tę tradycję, przyjmują, że to stryj Kubrata, Orchan, który dokonał zjednoczenia wschodnich plemion protobułgarskich – Onogurów, udał się w 619 roku na dwór cesarski, przyjął chrzest i zawarł sojusz przeciw Awarom. Być może wtedy właśnie Kubrat został zakładnikiem w Konstantynopolu i przyjął chrzest czym tłumaczy się jego późniejszą konsekwentnie probizantyjską politykę. Po śmierci stryja Kubrat przejął władzę w państwie. Imiennik wymienia jako jego bezpośredniego poprzednika niejakiego Gostuna, syna namiestnika z rodu Ermi, który miał sprawować władzę przez dwa lata.
Objąwszy władzę Kubrat zerwał więzy zależności swojego ludu od Türkütów. W 635 roku pokonał Awarów i rozszerzył obszar swego państwa o plemiona zależnych dotąd od Awarów Kutigurów. Stworzone przez niego państwo objęło ziemie zamieszkane przez Bułgarów od Kubania po Dniepr. W okresie samodzielnych rządów Kubrat prowadził w stosunku do Bizancjum politykę pokojową, występując zwykle jako sojusznik cesarzy bizantyjskich, Herakliusza i jego wnuka Konstansa II. Współczesny wielkiego króla z dynastii Sassanidów Jezdegerda III (632–651) utrzymywał też żywe kontakty polityczne i kulturalne z Iranem. O rozmachu jego polityki świadczą stosunki handlowe i dyplomatyczne z wielkimi stolicami Chorezmu i Sogdiany w Azji Centralnej.
Po śmierci Kubrata, która mogła nastąpić nawet około 660 roku, jego wielkie państwo rozpadło się około 660 lub 665 roku pod uderzeniem Chazarów. Istnieją spory co do datacji śmierci Kubrata i rozpadu jego państwa. Niektóre źródła wskazują tu rok 660 jako przybliżoną datę upadku Wielkiej Bułgarii, według innych Kubrat miał panować jeszcze przez kilka lat aż do 665 lub nawet 668 roku.

## Następcy
Według informacji podanych przez kronikarzy bizantyjskich z VIII wieku: Teofanesa i Nicefora Kubrat miał pięciu synów. Nie wiadomo nic pewnego o sposobie w jaki podzielili się oni władzą w państwie po śmierci ojca. Jeśli nawet początkowo młodsi uznawali zwierzchnictwo najstarszego Batbajana, to nie trwało to długo. Imiennik chanów protobułgarskich podaje, że następca Kubrata Bezmier rządził trzy lata. Nawet jednak jeśli Batbajan rządził przez te lata samodzielnie, to najazd Chazarów niewątpliwie wszystko zmienił. Wedle kronikarzy bizantyjskich życie synów Kubrata i ich ludu potoczyło się różnymi drogami:
- Najstarszy – Batbajan przyjął zwierzchnictwo Chazarów i pozostał na ziemiach Wielkiej Bułgarii tworząc tzw. Czarną Bułgarię[1].
- Drugi syn – Kotrag, wódz Kutigurów, udał się w kierunku dolnego biegu Donu, gdzie z czasem (ok. X wieku) miało powstać państwo Bułgarów Kamskich, niedaleko ujścia Kamy do Wołgi.
- Trzeci syn – Asparuch dotarł wraz ze swym ludem nad dolny Dunaj i również utworzył własne państwo Bułgarię ze stolicą w Plisce, rywalizujące z Bizancjum o palmę pierwszeństwa na Bałkanach.
- Czwarty – Kubrat miał wywędrować do Panonii. Część historyków identyfikuje go z Kuberem, który około 670 roku opuścił państwo Awarów i osiedlił się ze swym ludem w Macedonii na ziemiach Bizancjum.
- Piąty udał się w okolice Rawenny w północnej Italii lub, jeśli jego identyfikacja z Altsekiem jest poprawna, na południe Italii w rejon Abruzzów.